# Какао алкалізоване
Алкалізоване какао, голландське какао або какао голландського виробництва — це какао-порошок, оброблений залужнювачами для зниження природної кислотності какао, що надає йому менш гіркий смак (і темніший колір) порівняно з «натуральним какао», екстрагованим за допомогою процесу Брома. Він є основою для більшої частини сучасного шоколаду і використовується в морозиві, гарячому шоколаді та випічці.
Використовувані підлужувачі можуть бути різними, але включають карбонат калію (E501), карбонат натрію (E500) та/або гідроксид натрію (E525).
Голландський процес значно знижує рівень деяких фітохімічних речовин в какао.

## Поживні властивості
| Шоколад, несолодкий, плитка Харчова цінність в 100 г продукту |         |
| --- | ------- |
| Енергетична цінність 221 ккал / 922 кДж |         |
| \| Вода \| 2.7 g \| \| Білки \| 18.1 g \| \| Жири \| 13.1 g \| \| Вуглеводи \| 58.3 g \| \| дисахариди \| 1.76 \| \| \| \| \| \| \| \| \| \| \| Кофеїн \| 78 mg \| \| Theobromine \| 2630 mg \| |         |
| Link to USDA Database entry Джерело: USDA Nutrient database |         |
| Вода | 2.7 g   |
| Білки | 18.1 g  |
| Жири | 13.1 g  |
| Вуглеводи | 58.3 g  |
| дисахариди | 1.76    |
| |         |
| |         |
| |         |
| Кофеїн | 78 mg   |
| Theobromine | 2630 mg |

## Історія
Голландський процес був розроблений на початку 19 століття голландським виробником шоколаду Коенраадом Йогансом ван Хаутеном, чий батько Каспар був відповідальним за розробку методу видалення жиру з какао-бобів за допомогою гідравлічного преса приблизно в 1828 році, що стало основою для какао-порошку . Ці розробки значно розширили використання какао, яке до того часу в Європі в основному використовувалося як напій.

## Колір
Кількість підлужувача не вказана на інгредієнтах какао-порошку. Однак це можна зрозуміти, порівнявши коричневі відтінки різних продуктів. Більша кількість підлужувачів (алкалізуючих агентів) призведе до отримання какао, яке темніше, ніж какао з меншими кількостями.

## Смакові та кулінарні властивості
Какао, оброблене за голландським процесом, має нейтральний pH і не є кислим, як натуральне какао, тому в рецепти, які використовують бікарбонат натрію (харчова сода) як розпушувач (який залежить від кислотності какао для його активації), необхідно додати кислоту до рецепту, наприклад, гідротартрат калію або використання маслянку замість свіжого молока. Немає необхідності додавати кислотність, коли алкалізоване какао використовується в рецептах, де для розпушування використовується розпушувач замість соди.

## Зменшення вмісту фітохімічних речовин

### Кофеїн
Алкалізоване какао містить утричі менше кофеїну:
- 100 грам несолодкого какао-порошку, обробленого лугом, містить 78 мг.[2]
- 100 грам несолодкого какао-порошку без лугу містить 230 мг.[3]

### Антиоксиданти та флавоноли
Порівняно з іншими способами, голландське какао містить меншу кількість флавонолів (антиоксидантів). Вплив цього на харчову цінність спірний. Професор Ірмгард Бітч з Institut für Ernährungswissenschaft, Гіссенський університет стверджує, що зниження антиоксидантів внаслідок цього процесу не є значним і в какао залишається достатньо поліфенолів і проціанідинів. В одному дослідженні було встановлено, що 60 % оригінальних антиоксидантів какао було знищено легким процесом алкалізації, а 90 % — важким. Натуральне какао має такий високий рівень антиоксидантів, що навіть зниження на 60 % робить його першим у списку продуктів, багатих антиоксидантами.